# 锡斯蒂尔湾
66°24′N 15°27′W / 66.400°N 15.450°W
锡斯蒂尔湾位于冰岛东北部，朗加内斯半岛（东）与里夫斯半岛（西）之间，北与大西洋相通。有时锡斯蒂尔湾也指海湾西南部的一个斯瓦尔巴兹地区。